# Sara Vidorreta
Sara Vidorreta (Zaragoza, 18 de junio de 1999) es una actriz española.

## Biografía
Nació en 1999 en la ciudad de Zaragoza, España. Pasó sus veranos junto a su abuelo, su familia tiene una fábrica de vinos y de quesos, en el pueblo de Samper de Calanda (Provincia de Teruel).
A la edad de dieciocho años se trasladó a Madrid. Inició su carrera con papeles en las series El padre de Caín y Lo que escondían sus ojos, ambas de Telecinco.
En 2018 se incorporó al elenco de la segunda temporada de la serie La Reina del Sur con su papel de Rocío Aljarafe, cuya abuela en la ficción es interpretada por la también zaragozana Luisa Gavasa.
En 2019 participó en Servir y proteger y protagonizó Secretos de Estado de Telecinco. En 2020 participó en la novena temporada de la serie diaria de Antena 3 Amar es para siempre, dando vida a Emma Sáez Abascal y en la serie El Cid, de Amazon Prime Video.

## Filmografía
| Año       | Serie                     | Papel                          | Cadena      | Episodios     |
| --------- | ------------------------- | ------------------------------ | ----------- | ------------- |
| 2016      | Vis a vis                 | Amaia Jiménez                  | Antena 3    | 9 episodios   |
| 2016      | El padre de Caín          |                                | Telecinco   | 1 episodio    |
| 2016      | Lo que escondían sus ojos | Hija de Sonsoles               | Telecinco   | 1 episodio    |
| 2017      | IFamily                   | Laura Molina                   | La 1        | 8 episodios   |
| 2019      | Servir y proteger         | Margarita "Marga" Pérez        | La 1        | 44 episodios  |
| 2019      | Secretos de Estado        | Laura Guzmán Chantalle         | Telecinco   | 13 episodios  |
| 2019-2022 | La Reina del Sur          | Rocío Aljarafe                 | Telemundo   | 53 episodios  |
| 2020-2021 | Amar es para siempre      | Manuela "Emma" Sáez de Abascal | Antena 3    | 251 episodios |
| 2020      | El Cid                    | Ermersinda                     | Prime Video | 5 episodios   |
| 2021      | El tiempo que te doy      | Ariadna Castro                 | Netflix     | 1 episodio    |
| 2023      | Enemigos                  | Raquel                         | Prime Video | Película      |
| 2023      | Segunda Muerte            | Alisa                          | Movistar+   | 6 capítulos   |
| 2024      | 4 estrellas               | Nuria Ibáñez                   | La 1        | 28 episodios  |
| 2024      | Viaje de Fin de Curso     | Nicky                          | Prime Video | Película      |